# Frankenweenie (album)
Pour les articles homonymes, voir Frankenweenie.
Frankenweenie Unleashed!: Music Inspired by the Motion Picture, est la bande originale, distribué par Walt Disney Records, du film d'animation américain réalisé par Tim Burton, Frankenweenie, sorti en 2012. Cet album reprend un titre composé par Danny Elfman, Praise Be New Holland interprétée par Winona Ryder, quelques chansons du film, ainsi que des chansons d'artistes qui se sont inspirés du film.

## Liste des titres
| 1.    | Strange Love                                 | Karen O          | 3:03 |
| 2.    | Electric Heart (Stay Forever)                | Neon Trees       | 4:41 |
| 3.    | Polartropic (You Don't Understand Me)        | Mark Foster (en) | 4:22 |
| 4.    | Almost There                                 | Passion Pit      | 4:16 |
| 5.    | Pet Sematary                                 | Plain White T's  | 3:46 |
| 6.    | With My Hands                                | Kimbra           | 3:33 |
| 7.    | Everybody's Got A Secret                     | Awolnation       | 3:43 |
| 8.    | Immortal                                     | Keril            | 4:16 |
| 9.    | My Mechanical Friend (With The Flaming Lips) | Grace Potter     | 4:16 |
| 10.   | Lost Cause                                   | Imagine Dragons  | 3:50 |
| 11.   | Underground                                  | Grouplove        | 3:10 |
| 12.   | Building a Monster                           | Skylar Grey      | 4:22 |
| 13.   | Witchcraft                                   | Robert Smith     | 4:11 |
| 14.   | Praise Be New Holland                        | Winona Ryder     | 0:53 |
| 52:22 |                                              |                  |      |